# Karl Frederik Kinch
Pour les articles homonymes, voir Kinch.
Karl Frederik Kinch (Ribe, 15 mars 1853-Copenhague, 26 août 1921) est un archéologue danois.

## Biographie
Élève de Johan Louis Ussing, il voyage en Turquie, en Grèce du Nord et en Macédoine puis, de 1902 à 1908 et en 1913-1914, dirige avec Christian Blinkenberg les fouilles de Lindos à Rhodes. Il dégage aussi sur l'île des tombes mycéniennes lors d'explorations dans le Sud de celle-ci.
Il débute en 1907 des fouilles à Vroulia.

## Travaux
- Quaestiones Curtianae criticae, Gyldendal, Copenhague, 1883.
- L’Arc de triomphe de Salonique, Librairie Nilsson, Paris, 1890.
- Fouilles de Vroulia (Rhodes), avec Helvig Kinch, 1914
- Lindos. Fouilles et recherches, 1902-1914, 3 vols., avec Christian Blinkenberg, 1931, 1941 et 1960